# Santa Fe de Antioquia
Pour les articles homonymes, voir Santa Fe et Antioquia (homonymie).
Santa Fe de Antioquia est une municipalité située dans le département d'Antioquia, en Colombie. Elle est la capitale de ce département jusqu'au 17 avril 1826, date à laquelle Medellín obtient ce statut.

## Démographie
Selon les données récoltées par le DANE lors du recensement de la population colombienne en 2005, Santa Fe de Antioquia compte une population de 22 613 habitants. En 2018, le DANE en recense 26 164.

## Liste des maires
- 2020 - 2023 : Andrés Felipe Pardo Serna